# فودو دي كادوري
فودو دي كادوري (بالإيطالية: Vodo di Cadore) هي بلدية في مقاطعة بلونة، منطقة فنيتة بشمال شرق إيطاليا.
تقع على بعد 110 كيلومترًا (68 ميلًا) شمال البندقية، و30 كيلومترًا (19 ميلًا) شمال بلونة.